# Liste des joueurs du Feyenoord Rotterdam
Joueurs professionnels notables
Statut des joueurs
La liste des joueurs du Feyenoord Rotterdam regroupe l'ensemble des joueurs de football ayant effectué au moins un match officiel avec l'équipe première du Feyenoord Rotterdam.
Il s'agit d'une liste alphabétique indiquant le nom du joueur ainsi que sa nationalité sportive.

## Liste des joueurs
- Haut – A
- B
- C
- D
- E
- F
- G
- H
- I
- J
- K
- L
- M
- N
- O
- P
- Q
- R
- S
- T
- U
- V
- W
- X
- Y
- Z

### A
| - Anass Achahbar - Jorge Acuña - Maikel Aerts | - Karim El Ahmadi - Roger Albertsen - Patrick Allotey | - Samuel Armenteros - Mauricio Aros |

### B
| - Teun Baas - Gábor Babos - Stefan Babović - André Bahia - Aad Bak - Otman Bakkal - Luuk Balkestein - Jaap Barendregt - Peter Barendse - Bruno Basto - Michel Bastos - Mario Been - Rinus Bennaars - Jan Bens - Arie vd Bent - Peter van den Berg - Gerard Bergholtz - Leen Bergwerff - Clyde Best - Jhon van Beukering - Henk van der Bijl - Jan vd Bijl - Harry Bild - Diego Biseswar | - Dwight Blackson - Fred Blankemeijer - Daan den Bleijker - Regi Blinker - Paul vd Blom - Marcel vd Blom - Richard Blonk - George Boateng - Bas Bode - Jean-Paul Boëtius - Jan Bol - Henryk Bolesta - Mariano Bombarda - Bas de Boo - Rob de Boom - Kees Borremans - Rini Bosgieter - Johan Boskamp - Pascal Bosschaart - Tinus Bosselaar - Paul Bosvelt - Peter Bosz - René Bot - Eric Botteghin | - Mukweyanzo Bulayima - Ali Boussaboun - Saïd Boutahar - Karel Bouwens - Frans Bouwmeester - Joek Brandes - Marcel Brands - Stanley Brard - Harry Broeders - Virgil Breetveld - Jan Brilleman - René Brochard - Giovanni van Bronckhorst - Nico de Bruijn - Luigi Bruins - Peter Brunings - Richard Budding - Thomas Buffel - Danny Buijs - Jordy Buijs - Bertus Bul - Janus Bul - Piet Burg - Rinus Burg |

### C
| - Jerson Cabral - Ellery Cairo - Willy Carbo - Ronald Carli - Luc Castaignos - Romeo Castelen | - Benjamin De Ceulaer - Angelos Charisteas - Sekou Cissé - Geoffrey Claeys - Jordy Clasie - Tim de Cler | - Pieter Collen - David Connolly - Johan Cruijff - Julio Ricardo Cruz |

### D
| - Joop van Daele - Jan Dahlhaus - Marian Damaschin - Wessel Dammers - Darley - Lorenzo Davids - Jordy van Deelen - Jan van Deinsen - Frans Dekker - Georgi Demetradze | - Frans Demmenie - Denílson - Timothy Derijck - René van Dieren - Janus van Dijk - Rob van Dijk - Kees van Dijke - Jean Carlos Dondé - Arie van Donk - Royston Drenthe | - Carel van Druuten - Barry Dubbeldeman - Jerzy Dudek - Toon Duijnhouwer - Theo van Duivenbode - Henk Duut |

### E
| - Sherif Ekramy - Omar Elabdellaoui - Eljero Elia - Johan Elmander - Lars Elstrup | - Brett Emerton - Herman van den Engel - Ton van Engelen - Kermit Erasmus - John Eriksen | - Dick Ernst - Harvey Esajas - Jan Everse jr |

### F
| - Ab Fafié - Haytham Farouk - Mark Farrington - Leroy Fer | - Daniel Fernandez - Guyon Fernandez - Peter Feteris - Chris Feijt | - Jan Formannoy - Ok Formenoy - Piet Fransen - Henk Fräser |

## G
| - Dorus vd Gaag - Jan vd Gaag - Frans van Galen - Jean-Paul van Gastel - Martin van Geel - Ruud Geels - Jaap Geense - Ben van Geffen - Joop Geuvers - Hossam Ghaly - Cory Gibbs - Goof Giezen - Cor van der Gijp - Glaucio - Ulrich van Gobbel | - Joop Goetzee - Ed de Goeij - Bart Goor - John Goossens - Koos de Gooyer - Dean Gorré - Machiel Govers - Edwin de Graaf - Eddy Pieters Graafland - Ronald Graafland - Patricio Graff - Serginho Greene - Stanislav Griga - Gerrit Groenenboom - Wim Groenendijk | - Hans Groenendijk - Sjaak Groeneweg - Pleun de Groot - Henk Groot - John Guidetti - Ruud Gullit - Arnar Gunnlaugsson - Bjarki Gunnlaugsson - Simon Gustafson - Jonathan de Guzmán - Christian Gyan |

## H
| - Guus Haak - Wim de Haan - Ferry de Haan - Ricky van Haaren - Ramon van Haaren - Hans van Ham - Willem van Hanegem - Pär Hansson - Franz Hasil - Gerard (Puck) van Heel - Rob van Heeswijk - Joop van der Heide - Frans van der Heide sr. - Frans van der Heide jr. - Herman van der Heide | - Wim van der Heide - Jan-Arie van der Heijden - Gerard van Heijzen - Wim van Heijzen - Alli Hendriks - Jos van Herpen - Aad van Herwaarden - Leen Herwijnen - Ruud Heus - Frans Heusdens - Joop Hiele - Hans van der Hoek - Aad van Hoek - André Hoekstra - Louis van het Hoff | - Kevin Hofland - René Hofman - Nicky Hofs - Maarten Hogesteeger - Gerrit Hol - Jesper Hogedoorn - Joop Hoogvliet - Pierre van Hooijdonk - Jan Hordijk - Hugo van Houten - Peter Houtman - Mats van Huijgevoort - Cor Huisman - Gerard Hulsman - Stein Huysegems |

## I
| - Lex Immers - Rinus Israël - Tomasz Iwan |

## J
| - Gidi Jacobs - Peter Jacobs - Rob Jacobs - Johnny Jacobsen - Jan de Jager - Daryl Janmaat - Michal Janota | - Nico Jansen - Wim Jansen - Andrej Jeliazkov - Arco Jochemsen - Chaly Jones - Theo de Jong - Cor de Jong | - Maarten Jongejan - Ricardo de Jongh |

## K
| - Jupp Kaczor - Volkan Kahraman - Bonaventure Kalou - Salomon Kalou - Lloyd Kammeron - Piet Kantebeen - Rick Karsdorp - Fred ten Kate - Colin Kazim-Richards - Gerrit Kegge - Gerard Kerkum - Harry Kervers - Piet Keur - Bert Kik - Bertus Kik - Wim van Kilsdonk - Ove Kindvall - József Kiprich - Jan Klaassens | - Piet Kleinjan - Dennis Kliouev - Arie Klop - Abe Knoop - Glenn Kobussen - Ronald Koeman - Jan Kok - Joonas Kolkka - Theo Kolsté - Terence Kongolo - Herman Koning - Bert Konterman - Paul Koolen - Adriaan Koonings - Igor Korneïev - Michel van de Korput - Gerard van de Korput - Leen Kouwen - Rajko Kovacevic | - Hans Kraay sr. - Michiel Kramer - Wim de Kreek - Reinier Kreijermaat - Willy Kreuz - Jørgen Kristensen - Tommy Kristiansen - Tommy Krommendijk - Henny Kroon - Piet Kruiver - Nico Kunst - Gerard Kuppen - Jan Kutterink - Dirk Kuijt - Glenn Kwidama |

## L
| - Harry van der Laan - Attila Ladinsky - Carlo l'Ami - Kóstas Lámprou - Denny Landzaat - Søren Larsen - Henrik Larsson - Theo Laseroms - Stephen Laybutt - Danko Lazović - Chun-Soo Lee - Kelvin Leerdam - Carlo de Leeuw | - Gerrit de Leeuw - Johannes de Leeuw - Henk van Leeuwen - Adri vd Lely - Gerard van der Lem - Jacob Lensky - Philippe Léonard - Leonardo - Leonardo Vitor Santiago - Thijs Libregts - Arie vd Linden - Tscheu La Ling - Jan Linssen | - Patrick Lodewijks - John van Loen - Ton Lokhoff - Glenn Loovens - Joop Looyaard - Theo Lucius - Piet Luijten - Arie Luijten - Michael Lumb - Anthony Lurling - Henk van Luyk - Cock Luyten |

## M
| - Rob Maas - Gérson Magrão - Matthias Maiwald - Roy Makaay - Adri van Male - Zbigniew Małkowski - Aad Mansveld - Manteiga - Elvis Manu - Michel Marree - Bruno Martins Indi - Joris Mathijsen | - Jan van Meel - Toon Meerman - Marcel Meeuwis - Pauke Meijers - Harry Melis - John Metgod - Kamil Miazek - Frans Mijnsbergen - Dave Mitchell - Ryo Miyaichi - Arend Moerman - Kamohelo Mokotjo | - Keje Molenaar - Michael Mols - Kenneth Monkou - Tati Montoya - Coen Moulijn - Patrick Mtiliga - Erwin Mulder - Jan Mulder - Cor van Munster |

## N
| - Robin Nelisse - Miquel Nelom - Ivan Nielsen - Bart Nieuwkoop | - Piet Nieuwpoort - Norichio Nieveld - Gérard de Nooijer - Paul Nortan | - Piet Notenboom - René Notten |

## O
| - Mike Obiku - Piet vd Oever - Arie Oldenburg - Steve Olfers | - John Steen Olsen - Wim Onderstal - Shinji Ono - Tinus Osterholt | - Alexander Östlund - Jaap Oudijn - John Owoeri - Joop van Oyen |

## P
| - Bas Paauwe - Jaap Paauwe - Arie Paauwe - Patrick Paauwe - Jarda Paciorek - Bram Panman - Sebastián Pardo - Brad Parker - Fernando Pascale - Jordão Pattinama - Luís Pedro | - Graziano Pellè - Teun van Pelt - Robin van Persie - Jan Peters (nl) - Jaap Peterse - Zsolt Petry - Bob Petta - Jan Petterson - Pétur Pétursson - Fernando Picún - Eddy Pieters Graafland | - Kees Pijl - Brian Pinas - Arjan vd Plas - Rini Plasmans - Gerrit Plomp - Frans van der Poel - Michel Poldervaart - Hans Posthumus - Arie Prause |

## R
| - Mladen Ramljak - Kaj Ramsteijn - Errol Refos - Ger Reitsma - Johnny Rep - Peter Ressel - Eddy Ridderhof | - Ton Rietbroek - Coen Rijshouwer - Wim Rijsbergen - Danny van Rijswijk - Kees Rijvers - Jan van Rikxoort - Piet Romeijn | - Arie Romijn - Nico Roodbergen - Ed Roos - Frank Roosa - Antal Roth - Tomasz Rząsa |

## S
| - Ioan Sabău - Marek Saganowski - Nuri Şahin - Karim Saïdi - Paja Samardžić - Radoslav Samardžić - Pablo Sánchez (en) - Ruben Schaken - Bart Schenkeveld - Dick Schneider - Lex Schoenmaker - Remco Schol - Arnold Scholten - Rein Scholtens - Arie Schoonen - Henk Schouten - Joop Schouten - Alfred Schreuder | - Bernard Schuiteman - Marchanno Schultz - Jari Schuurman - Jan Schuyer - Krisztián Simon - Harmeet Singh - Jerry Simons - Jimmy Simons - Jim Sinke - Chris Sinke - Joey Sleegers - Andwélé Slory - Jan Smit - Piet Smit - Włodzimierz Smolarek - Euzebiusz Smolarek - Fedor Smolov - Joop Smulders | - Gerrit Snoeck - Mike Snoei - Ferne Snoyl - Michel Sol - Somália - Chong-Gug Song - Jan Sørensen - Cees Spaans - Civard Sprockel - Jan v.d. Staal - André Stafleu - Piet Steenbergen - Wim van der Steene - Johan Steur - Gill Swerts |

## T
| - Simon Tahamata - Gaston Taument - Zier Tebbenhoff - Mosje Temming - Rob Theuns | - Dwight Tiendalli - Wim van Til - Henk Timmer - Tininho - Jon Dahl Tomasson | - Eddy Treijtel - Sjaak Troost - Orlando Trustfull - Jens Toornstra |

## U
| - Reza Uitman |

## V
| - Nuth Valk - Michel Valke - Kick van der Vall - Cor Varkevisser - Cees van Veelen - Marko Vejinović - Cor van der Velde - Leen van de Velde - Cor Veldhoen - Hans Venneker - Leen Vente - Jan Verbeek - Calvin Verdonk - Jan Verheijen | - Wesley Verhoek - Kenneth Vermeer - Pierre Vermeulen - Jaap Vermeulen - Aad Verschoof - Raymond Victoria - Aurelio Vidmar - Tonny Vilhena - Tim Vincken - Dick Vis - Willem Visser - Jan de Visser - Ron Vlaar - Jen Vlietstra | - Ruud Vormer - Harry Vos - Henk Vos - Jan de Vos - Peter van Vossen - Manus Vrauwdeunt - Piet Vrauwdeunt - Martien Vreijsen - Rinus de Vries - Stefan de Vrij - Arie de Vroet |

## W
| - Gijs Waardenburg - Nico vd Wal - Jo Walhout - Eef van Walsum - Harald Wapenaar - Henk Warnas - Joop Warner - Steve Wasiman - Bertus vd Water - Kevin Wattamaleo - Jaap Weber | - Mees Weber - Ben Weber - Henny Weering - Geoff Wegerle - Steve Wegerle - Henk Wery - Toon Wessels - Gerrit Westerveld - Georginio Wijnaldum - Matthijs Wijngaarde - Cor van Wijngaarden | - Ben Wijnstekers - Wim Wilhelm - Rob Witschge - Rini van Woerden - John de Wolf - Kees van Wonderen - Mark Wotte - Lucas Woudenberg |

## Z
| - Bep Zaal - Eef Zaanen - Floor de Zeeuw - Wim de Zeeuw | - Wim van Zinnen - Edwin Zoetebier - Eef Zondervan - Henk Zuidam | - Gianni Zuiverloon - Jan van Zwieten - Clemens Zwijnenberg |

## Source
- (nl) Cet article est partiellement ou en totalité issu de l’article de Wikipédia en néerlandais intitulé « Lijst van spelers van Feyenoord » (voir la liste des auteurs).